# Incoterm
Incoterms (viết tắt của International Commercial Terms - Các điều khoản thương mại quốc tế) là một bộ các quy tắc thương mại quốc tế được công nhận và sử dụng rộng rãi trên toàn thế giới. Incoterm quy định những quy tắc có liên quan đến giá cả và trách nhiệm của các bên (bên bán và bên mua) trong một hoạt động thương mại quốc tế.

## Sự cần thiết
Incoterms thông báo cho các hợp đồng mua bán xác định các nghĩa vụ, chi phí và rủi ro tương ứng liên quan đến việc vận chuyển hàng hóa từ người bán đến người mua, nhưng bản thân họ không giao kết hợp đồng, xác định giá phải trả, tiền tệ hoặc điều khoản tín dụng, chi phối luật hợp đồng hoặc xác định nơi quyền chuyển nhượng hàng hóa.
Các quy tắc Incoterms được chấp nhận bởi các chính phủ, cơ quan pháp luật và các nhà thực hành trên toàn thế giới để giải thích các thuật ngữ được sử dụng phổ biến nhất trong thương mại quốc tế. Chúng nhằm mục đích giảm bớt hoặc loại bỏ hoàn toàn những điều không chắc chắn phát sinh từ những cách giải thích khác nhau về các quy tắc ở các quốc gia khác nhau. Do đó, chúng thường xuyên được đưa vào các hợp đồng mua bán trên toàn thế giới.

## Lịch sử các ấn bản
"Incoterms" là nhãn hiệu đã đăng ký của ICC. Công trình đầu tiên do ICC xuất bản về các điều khoản thương mại quốc tế được phát hành vào năm 1923, với ấn bản đầu tiên được gọi là Incoterms được xuất bản vào năm 1936. Các quy tắc Incoterms đã được sửa đổi vào năm 1953,1967, 1976, 1980, 1990, 2000 và 2010 , với phiên bản thứ chín - Incoterms 2020 - đã được xuất bản vào ngày 10 tháng 9 năm 2019.

## Incoterms 2020
Incoterms 2020 là bộ điều khoản hợp đồng quốc tế thứ 9 được xuất bản bởi Phòng Thương mại Quốc tế (ICC) , với bộ đầu tiên được xuất bản vào năm 1936. Incoterms 2020 xác định 11 quy tắc, con số tương tự như được định nghĩa bởi Incoterms 2010 . Một quy tắc của phiên bản 2010 ("Giao tại nhà ga"; DAT) đã bị xóa và được thay thế bằng quy tắc mới ("Giao tại địa điểm được dỡ hàng"; DPU) trong quy tắc năm 2020.
Bảo hiểm được cung cấp theo các điều khoản CIF và CIP cũng đã thay đổi, tăng từ Điều khoản hàng hóa của Viện (C) thành Điều khoản hàng hóa của Viện (A). Theo quy tắc CIF Incoterms, vốn được dành để sử dụng trong thương mại hàng hải và thường được sử dụng trong kinh doanh hàng hóa, Điều khoản hàng hóa của Viện (C) vẫn là mức bảo hiểm mặc định, cho phép các bên có quyền lựa chọn đồng ý với mức bảo hiểm cao hơn. Có tính đến phản hồi từ người dùng toàn cầu, quy tắc CIP Incoterms® hiện yêu cầu mức độ bảo hiểm cao hơn, tuân thủ Điều khoản hàng hóa của Viện (A) hoặc các điều khoản tương tự.
Trong các phiên bản trước, các quy tắc được chia thành bốn loại, nhưng 11 điều khoản được xác định trước của Incoterms 2020 được chia thành hai loại chỉ dựa trên phương thức phân phối . Nhóm bảy quy tắc lớn hơn có thể được sử dụng bất kể phương thức vận chuyển nào, với nhóm bốn quy tắc nhỏ hơn chỉ được áp dụng cho hoạt động bán hàng chỉ liên quan đến vận chuyển bằng đường thủy nơi tình trạng của hàng hóa có thể được xác minh tại điểm xếp hàng lên tàu. Do đó, chúng không được sử dụng để vận chuyển hàng hóa bằng container, các phương thức vận tải kết hợp khác, hoặc vận chuyển bằng đường bộ, đường hàng không hoặc đường sắt. 
Incoterms 2020 cũng chính thức xác định điểm giao hàng. Trước đây, thuật ngữ này được định nghĩa một cách không chính thức nhưng hiện nay nó được định nghĩa là điểm trong giao dịch nơi mà "rủi ro mất mát hoặc hư hỏng [đối với hàng hóa] chuyển từ người bán sang người mua".

## Các điều khoản chủ yếu của Incoterm 2020
1. Nhóm điều khoản áp dụng cho mọi phương tiện vận tải
  1. EXW (Exwork nơi đi) - Giao tại xưởng
  2. FCA (nơi đi) - Giao cho người chuyên chở
  3. CPT (nơi đến) - Cước phí trả tới
  4. CIP (nơi đến) - Cước phí và phí bảo hiểm trả tới
  5. DPU (nơi dỡ hàng) - Giao tại nơi dỡ hàng
  6. DAP (nơi đến) - Giao tại nơi đến
  7. DDP (điểm đến) - Giao hàng đã nộp thuế
2. Nhóm điều khoản áp dụng cho phương thức vận tải đường biển và đường thủy nội địa.
  1. FAS (cảng đi) - Giao dọc mạn tàu
  2. FOB (cảng đi) - Giao lên tàu
  3. CFR (cảng đến) - cước phí
  4. CIF (cảng đến) - Tiền hàng, bảo hiểm và cước phí

Incoterms của Phòng Thương mại Quốc tế (ICC) đã trở thành cẩm nang tra cứu không thể thiếu của các doanh nhân, doanh nghiệp khắp thế giới.

## Incoterms 2010
Incoterms 2010 được ICC xuất bản tháng 9/2010 với 11 quy tắc mới và chính thức có hiệu lực từ ngày 01/01/2011.
Nền kinh tế toàn cầu đã mở ra cơ hội to lớn chưa từng thấy để doanh nghiệp tiếp cận tới các thị trường khắp nơi trên thế giới. Hàng hoá được bán ra ở nhiều nước hơn, với số lượng ngày càng lớn và chủng loại đa dạng hơn. Khi khối lượng và tính phức tạp của buôn bán quốc tế tăng lên, và nếu hợp đồng mua bán hàng hoá không được soạn thảo một cách kỹ lưỡng thì khả năng dẫn đến sự hiểu nhầm và tranh chấp tốn kém cũng tăng lên.
Incoterms®, quy tắc chính thức của ICC về việc sử dụng các điều kiện thương mại trong nước và quốc tế, tạo điều kiện cho thương mại quốc tế phát triển. Việc dẫn chiếu Incoterm® 2010 trong hợp đồng mua bán hàng hoá sẽ phân định rõ ràng nghĩa vụ tương ứng của các bên và làm giảm nguy cơ rắc rối về mặt pháp lý.
Kể từ khi Incoterms® được ICC soạn thảo năm 1936, chuẩn mực về hợp đồng mang tính toàn cầu này thường xuyên được cập nhật để bắt kịp với nhịp độ phát triển của thương mại quốc tế. Incoterms® 2010 có tính đến sự xuất hiện ngày càng nhiều khu vực miễn thủ tục hải quan, việc sử dụng thông tin liên lạc bằng điện tử trong kinh doanh ngày càng tăng, mối quan tâm cao về an ninh trong lưu chuyển hàng hoá và cả những thay đổi về tập quán vận tải. Incoterms® 2010 cập nhật và gom những điều kiện "giao hàng tại nơi đến", giảm số điều kiện thương mại từ 13 xuống 11, trình bày nội dung một cách đơn giản và rõ ràng hơn. Incoterms® 2010 cũng là bản điều kiện thương mại đầu tiên đề cập tới cả người mua và người bán một cách hoàn toàn bình đẳng.

### Các thuật ngữ
- GLOSSARY – INCOTERMS® 2010
- agreed destination: nơi đến thỏa thuận
- agreed place: nơi thỏa thuận
- at its own risk and expense: phải tự chịu rủi ro và phí tổn
- at the buyer’s request, risk and expense: khi người mua yêu cầu, chịu chi phí và rủi ro
- at the buyer’s risk and expense: với rủi ro và chi phí do người mua chịu
- at the disposal of the buyer: đặt dưới sự định đoạt của người mua
- before the contract of sale is concluded: trước khi hợp đồng được ký kết
- carry out all customs formalities for the export of the goods: làm thủ tục hải quan để xuất khẩu hàng hóa
- clear the goods for export: làm thủ tục thông quan xuất khẩu
- commodities: Hàng nguyên liệu đồng nhất
- container terminal: bến container
- cost of handling and moving the goods: chi phí xếp dỡ và di chuyển hàng hóa
- critical points: điểm tới hạn, điểm phân chia trách nhiệm và chi phí giữa hai bên
- delivery document: chứng từ giao hàng
- electronic records or procedure: Chứng từ hoặc quy trình điện tử
- for the account of the seller: do người bán chịu
- fulfils its obligation: hoàn thành nghĩa vụ
- guidance note: Hướng dẫn sử dụng
- import clearance: thủ tục thông quan nhập khẩu
- incurred by the seller: mà người bán đã chi
- information that the buyer needs for obtaining insurance: những thông tin mà người mua cần để mua bảo hiểm
- latter stage: thời điểm muộn hơn
- load the goods from any collecting vehicle: bốc hàng lên phương tiện vận tải
- make arrangement for the carriage of the goods: tổ chức việc vận chuyển hàng hóa
- manufactured goods: hàng hóa sản xuất công nghiệp
- match this choice precisely: phù hợp với địa điểm này
- named place of destination: nơi đến chỉ định
- on board the vessel: xếp lên tàu
- otherwise agreed between the parties: trừ khi có thỏa thuận khác giữa hai bên
- over which the buyer has no control: qua địa điểm đó người mua không có quyền kiểm soát
- physical inspection obligation: nghĩa vụ kiểm tra thực tế
- place of destination: nơi đến
- point within the named place of delivery: địa điểm tại nơi giao hàng chỉ định
- precise point in the place of destination: một điểm cụ thể tại nơi đến
- procure goods shipped: mua hàng đã gửi
- provided that the goods have been clearly identified as the contract goods: với điều kiện là *hàng đã được phân biệt rõ là hàng của hợp đồng/hàng đã được xác định đúng như hàng trong hợp đồng
- ready for unloading: sẵn sàng để dỡ khỏi phương tiện vận tải
- receipt: biên lai
- risks of loss of or damage to the goods: rủi ro bị mất mát hoặc hư hỏng của hàng hóa
- specific points/named place of delivery: địa điểm cụ thể tại nơi giao hàng chỉ định
- stowage of packaged goods: sắp xếp hàng hóa có bao bì
- string sales: Bán hàng theo chuỗi
- terminal handling charges: phí xếp dỡ tại bến bãi (THC)
- terminal operator: người điều hành bến bãi
- the named place of destination: nơi đến được chỉ định
- the named place: nơi được chỉ định
- the named terminal: bến được chỉ định
- the parties are well advised to specify as clearly as possible: Các bên nên quy định càng rõ càng tốt
- the point of delivery: địa điểm giao hàng
- unloaded from the arriving vehicle: đã dỡ khỏi phương tiện vận tải
- when a ship is used as a part of the carriage: khi một phần chặng đường được vận chuyển bằng tàu biển
- whether one or more mode of transportation: sử dụng một hay nhiều phương thức vận tải.
- within the named place of delivery destination/ several points: tại nơi giao hàng chỉ định có nhiều địa điểm có thể giao hàng

Điều kiện Incoterms giải thích những điều kiện thương mại được viết tắt bằng ba chữ cái, thể hiện tập quán giao dịch giữa các doanh nghiệp trong các hợp đồng mua bán hàng hóa. Điều kiện Incoterms chủ yếu mô tả các nghĩa vụ, chi phí và rủi ro trong quá trình hàng hóa được giao từ người bán sang người mua.

### Cách sử dụng

#### Dẫn chiếu các điều kiện Incoterms® 2010 vào hợp đồng mua bán hàng hóa
Muốn áp dụng các quy tắc Incoterms® 2010 vào hợp đồng mua bán hàng hóa thì phải làm rõ điều đó trong hợp đồng bằng cách dùng các từ ngữ, như: "[Điều kiện được chọn, tên địa điểm, Incoterms® 2010]".

#### Lựa chọn điều kiện Incoterms phù hợp
Điều kiện Incoterms được chọn phải phù hợp với hàng hóa, phương tiện vận tải và quan trọng hơn cả là phải xem các bên có ý định đặt ra cho người mua hoặc người bán các nghĩa vụ bổ sung, ví dụ như nghĩa vụ tổ chức vận tải và mua bảo hiểm. Hướng dẫn sử dụng trong từng điều kiện Incoterms cung cấp những thông tin đặc biệt hữu ích cho việc lựa chọn các điều kiện. Dù chọn điều kiện Incoterms nào, các bên vẫn cần biết rằng việc giải thích hợp đồng còn chi phối mạnh mẽ hơn tập quán riêng của từng cảng hoặc từng địa phương có liên quan.

#### Quy định nơi hoặc cảng càng chính xác càng tốt
Điều kiện Incoterms được lựa chọn chỉ làm việc tốt khi các bên chỉ định một nơi hoặc một cảng, và sẽ là tối ưu nếu các bên quy định chính xác nơi hoặc cảng đó. Chẳng hạn cần quy định như: "FCA 38 Cours Albert 1er, Paris, France Incoterms® 2010"
Theo các điều kiện như: Giao tại xưởng (EXW), Giao cho người chuyên chở (FCA), Giao tại bến (DAT), Giao tại nơi đến (DAP), Giao hàng đã nộp thuế (DDP), Giao dọc mạn tàu (FAS), Giao lên tàu (FOB), thì nơi được chỉ định là nơi diễn ra việc giao hàng và là nơi rủi ro chuyển từ người bán sang người mua. Theo các điều kiện: Cước phí trả tới (CPT), Cước phí và bảo hiểm trả tới (CIP), Tiền hàng và cước phí (CFR), Tiền hàng, bảo hiểm và cước phí (CIF), thì địa điểm được chỉ định khác với nơi giao hàng. Theo bốn điều kiện này, nơi được chỉ định là nơi đến mà cước phí được trả. Việc ghi nơi hoặc đích đến có thể được cụ thể hóa hơn bằng cách quy định một địa điểm cụ thể tại nơi hoặc đích đến đó nhằm tránh sự nghi ngờ hoặc tranh chấp.

#### Lưu ý các điều kiện Incoterms không làm cho hợp đồng đầy đủ
Incoterms đã chỉ rõ bên nào trong hợp đồng mua bán có nghĩa vụ thuê phương tiện vận tải hoặc mua bảo hiểm, khi nào người bán giao hàng cho người mua và chi phí nào mỗi bên phải chịu. Song, Incoterms không nói gì tới mức giá phải trả hay phương thức thanh toán. Đồng thời, Incoterms cũng không đề cập tới sự chuyển giao quyền sở hữu về hàng hóa và hậu quả của việc vi phạm hợp đồng. Những vấn đề này thường được quy định trong các điều khoản khác của hợp đồng hoặc trong luật điều chỉnh hợp đồng. Các bên nên biết rằng luật địa phương được áp dụng có thể làm mất hiệu lực bất kỳ nội dung nào của hợp đồng, kể cả điều kiện Incoterms đã được chọn.

### Đặc điểm

#### Hai điều kiện mới – DAT và DAP – thay thế các điều kiện DAF, DES, DEQ, DDU
Số điều kiện trong Incoterms® 2010 đã giảm từ 13 xuống 11. Có được điều này là nhờ việc thay thế bốn điều kiện cũ trong Incoterms 2000 (DAF, DES, DEQ, DDU) bằng hai điều kiện mới có thể sử dụng cho mọi phương thức vận tải là DAT – Giao hàng tại bến và DAP – Giao tại nơi đến.
Theo cả hai điều kiện mới này, việc giao hàng diễn ra tại một đích đến được chỉ định: theo DAT, khi hàng hóa được đặt dưới sự định đoạt của người mua, đã dỡ khỏi phương tiện vận tải (giống điều kiện DEQ trước đây); theo DAP, cũng như vậy khi hàng hóa được đặt dưới sự định đoạt của người mua, nhưng sẵn sàng để dỡ khỏi phương tiện vận tải (giống các điều kiện DAF, DES, DDU trước đây).
Các điều kiện mới đã làm cho hai điều kiện cũ DES và DEQ trong Incoterms 2000 trở nên thừa. Bến được chỉ định trong điều kiện DAT có thể là một cảng biển, và do đó điều kiện này có thể dùng để thay thế điều kiện DEQ trong Incoterms 2000. Tương tự, phương tiện vận tải trong điều kiện DAP có thể là tàu biển và nơi đến được chỉ định có thể là một cảng biển; do đó điều kiện này có thể dùng để thay thế điều kiện DES trong Incoterms 2000. Các điều kiện mới này, giống như các điều kiện trước đây, đều là các điều kiện "giao tại nơi đến", theo đó người bán chịu mọi chi phí (trừ các chi phí liên quan tới thủ tục thông quan nhập khẩu, nếu có) và rủi ro trong quá trình đưa hàng tới nơi đến được chỉ định.

#### Phân loại 11 điều kiện Incoterms® 2010
11 điều kiện Incoterms® 2010 được chia thành hai nhóm riêng biệt:

Các điều kiện áp dụng cho mọi phương thức vận tải:
- EXW - Ex Works: Giao tại xưởng
- FCA - Free Carrier: Giao cho người chuyên chở
- CPT - Carriage Paid To: Cước phí trả tới
- CIP - Carriage and Insurance Paid To: Cước phí và bảo hiểm trả tới
- DAT - Delivered at Terminal: Giao tại bến
- DAP - Delivered at Place: Giao tại nơi đến
- DDP - Delivered Duty Paid: Giao hàng đã nộp thuế
- FAS - Free Alongside Ship: Giao dọc mạn tàu
- FOB - Free On Board: Giao lên tàu
- CFR - Cost and Freight: Tiền hàng và cước phí
- CIF - Cost, Insurance and Freight: Tiền hàng, bảo hiểm và cước phí

Nhóm thứ nhất gồm bảy điều kiện có thể sử dụng mà không phụ thuộc vào phương thức vận tải lựa chọn và cũng không phụ thuộc vào việc sử dụng một hay nhiều phương thức vận tải. Nhóm này gồm các điều kiện EXW, FCA, CPT, CIP, DAT, DAP, DDP. Chúng có thể được dùng khi hoàn toàn không có vận tải biển. Tuy vậy, các điều kiện này cũng có thể được sử dụng khi một phần chặng đường được tiến hành bằng tàu biển.
Trong nhóm thứ hai, địa điểm giao hàng và nơi hàng hóa được chở tới người mua đều là cảng biển, vì thế chúng được xếp vào nhóm các điều kiện "đường biển và đường thủy nội địa". Nhóm này gồm các điều kiện FAS, FOB, CFR và CIF. Ở ba điều kiện sau cùng, mọi cách đề cập tới lan can tàu như một điểm giao hàng đã bị loại bỏ. Thay vào đó, hàng hóa xem như đã được giao khi chúng đã được "xếp lên tàu". Điều này phản ánh sát hơn thực tiễn thương mại hiện đại và xóa đi hình ảnh đã khá lỗi thời về việc rủi ro di chuyển qua một ranh giới tưởng tượng.

#### Các điều kiện dùng cho thương mại quốc tế và nội địa
Theo truyền thống, các điều kiện Incoterms thường được sử dụng trong các hợp đồng mua bán quốc tế, khi có sự di chuyển của hàng hóa qua biên giới quốc gia. Tuy vậy, tại nhiều nơi trên thế giới, sự phát triển của các khối thương mại, như Liên minh châu Âu đã khiến các thủ tục tại biên giới giữa các quốc gia không còn quan trọng nữa. Do đó, tiêu đề phụ của Incoterms® 2010 đã chính thức khẳng định chúng có thể được sử dụng cho cả các hợp đồng mua bán quốc tế và nội địa. Vì lý do này, các điều kiện Incoterms® 2010 đã nói rõ tại nhiều nơi rằng nghĩa vụ thông quan xuất khẩu/nhập khẩu chỉ tồn tại khi có áp dụng.
Có hai lý do khiến ICC tin tưởng hướng đi này là hợp lý. Thứ nhất, các thương nhân thường sử dụng các điều kiện Incoterms trong các hợp đồng mua bán nội địa. Thứ hai, trong thương mại nội địa, các thương nhân Mỹ thích sử dụng các điều kiện Incoterms hơn là các điều kiện giao hàng trong Bộ luật Thương mại Thống nhất (UCC).

#### Hướng dẫn sử dụng
Trước mỗi điều kiện Incoterms sẽ có một Hướng dẫn sử dụng. Hướng dẫn sử dụng giải thích những vấn đề cơ bản của mỗi điều kiện Incoterms, chẳng hạn như: khi nào thì nên sử dụng điều kiện này, khi nào rủi ro được chuyển giao và chi phí được phân chia giữa người mua và người bán như thế nào. Hướng dẫn sử dụng không phải là một bộ phận của các điều kiện Incoterms® 2010 mà nhằm giúp người sử dụng lựa chọn một cách chính xác và hiệu quả điều kiện Incoterms thích hợp cho từng giao dịch cụ thể.

#### Trao đổi thông tin bằng điện tử
Các phiên bản Incoterms trước đã chỉ rõ những chứng từ có thể được thay thế bằng thông điệp dữ liệu điện tử. Tuy vậy, giờ đây các mục A1/B1 của Incoterms® 2010 cho phép các trao đổi thông tin bằng điện tử có hiệu lực tương đương với việc trao đổi thông tin bằng giấy, miễn là được các bên đồng ý hoặc theo tập quán. Cách quy định này sẽ tạo điều kiện cho sự phát triển của các giao dịch điện tử mới trong suốt thời gian Incoterms® 2010 có hiệu lực...

#### Bảo hiểm
Incoterms® 2010 là phiên bản điều kiện thương mại đầu tiên kể từ khi Các điều kiện bảo hiểm hàng hóa được sửa đổi và đã tính đến những sự thay đổi của các điều kiện này. Incoterms® 2010 đưa ra nghĩa vụ về thông tin liên quan tới bảo hiểm trong các mục A3/B3, mục quy định về hợp đồng vận tải và bảo hiểm. Những điều khoản này được chuyển từ các mục A10/B10 trong Incoterms 2000 vốn được quy định chung chung hơn. Ngôn từ liên quan tới bảo hiểm trong các mục A3/B3 cũng đã được hiệu chỉnh nhằm làm rõ nghĩa vụ của các bên về vấn đề này.

#### Thủ tục an ninh và các thông tin cần thiết để làm thủ tục
Hiện nay, mối quan tâm về an ninh trong quá trình vận tải hàng hóa ngày càng gia tăng, đòi hỏi phải có bằng chứng xác nhận hàng hóa không gây nguy hiểm cho con người hoặc tài sản vì bất cứ lý do gì trừ bản chất tự nhiên của hàng hóa. Do đó, Incoterms® 2010, trong các mục A2/B2 và A10/B10 của nhiều điều kiện, đã phân chia nghĩa vụ giữa người mua và người bán về việc tiếp nhận sự hỗ trợ để làm thủ tục an ninh, như là thông tin về quy trình trông nom, bảo quản hàng hóa.

#### Phí xếp dỡ tại bến bãi (THC)
Theo các điều kiện CPT, CIP, CFR, CIF, DAT, DAP và DDP, người bán phải tổ chức việc vận chuyển hàng hóa tới nơi đến theo thỏa thuận. Dù người bán trả cước phí nhưng thực chất người mua mới là người chịu cước phí vì chi phí này thường đã bao gồm trong tổng giá bán. Chi phí vận tải đôi khi bao gồm cả chi phí xếp dỡ và di chuyển hàng hóa trong cảng hoặc bến container và người chuyên chở hoặc người điều hành bến bãi có thể buộc người mua trả chi phí này khi nhận hàng. Trong những trường hợp như vậy, người mua không muốn phải trả cùng một khoản chi phí tới hai lần: một lần trả cho người bán dưới dạng một phần tổng giá hàng và một lần trả độc lập cho người chuyên chở hoặc người điều hành bến bãi. Incoterms® 2010 đã cố gắng khắc phục điều này bằng cách phân chia rõ ràng các chi phí này tại mục A6/B6 của các điều kiện kể trên.

#### Bán hàng theo chuỗi
Hàng nguyên liệu đồng nhất, khác với hàng hóa chế biến, thường được bán nhiều lần trong quá trình vận chuyển theo một "chuỗi". Khi điều này diễn ra, người bán ở giữa chuỗi không phải là người "gửi" (ship) hàng vì chúng đã được gửi bởi người bán đầu tiên trong chuỗi. Người bán ở giữa chuỗi, do đó, thực hiện nghĩa vụ của mình đối với người mua không phải bằng việc gửi hàng mà bằng việc "mua" hàng hóa đã được gửi. Nhằm mục đích làm rõ vấn đề này, Incoterms® 2010 đưa thêm nghĩa vụ "mua hàng đã gửi" như một phương án thay thế cho nghĩa vụ gửi hàng trong các quy tắc Incoterms thích hợp.

### Các biến thể
Đôi khi các bên muốn thay đổi điều kiện Incoterms. Incoterms® 2010 không cấm sự thay đổi như vậy vì có thể gặp rủi ro khi làm việc này. Để tránh những rủi ro không mong đợi này, các bên cần làm rõ những thay đổi trong hợp đồng. Ví dụ, nếu sự phân chia chi phí theo các điều kiện Incoterms® 2010 được sửa đổi trong hợp đồng, các bên cũng nên làm rõ liệu họ có muốn thay đổi điểm chuyển giao rủi ro từ người bán sang người mua hay không.

### Giải thích thuật ngữ
Cũng giống như trong Incoterms 2000, các nghĩa vụ của người mua và người bán được trình bày theo phương pháp đối chiếu. Nghĩa vụ của người bán được thể hiện ở cột A còn nghĩa vụ của người mua được thể hiện ở cột B. Những nghĩa vụ này có thể được thực hiện bởi cá nhân người bán hay người mua, hoặc đôi khi, phụ thuộc các điều khoản trong hợp đồng và luật áp dụng, được thực hiện bởi các trung gian như người chuyên chở, người giao nhận hoặc những người khác do người bán hay người mua chỉ định vì một mục đích cụ thể.
Lời văn dùng trong Incoterms® 2010 bản thân nó đã có thể tự thể hiện được. Tuy vậy, để hỗ trợ người sử dụng, phần giải thích sau đây sẽ đưa ra chỉ dẫn về ý nghĩa của các thuật ngữ được sử dụng xuyên suốt trong tài liệu này:
Người chuyên chở: Nhằm mục đích của Incoterms® 2010, người chuyên chở là một bên mà với người đó việc vận chuyển được ký hợp đồng.
Thủ tục hải quan: Đây là những yêu cầu cần đáp ứng để tuân thủ những quy định về hải quan và có thể bao gồm chứng từ, an ninh, thông tin và nghĩa vụ kiểm tra thực tế.
Giao hàng: Thuật ngữ này mang nhiều ý nghĩa trong tập quán và luật thương mại nhưng trong Incoterms® 2010, nó được sử dụng để chỉ địa điểm tại đó rủi ro về việc hàng hóa bị mất mát hoặc hư hỏng được chuyển giao từ người bán sang người mua.
Chứng từ giao hàng: Cụm từ này hiện nay được sử dụng làm tiêu đề cho mục A8. Nó có nghĩa là một chứng từ được sử dụng để chứng minh cho việc giao hàng. Theo nhiều điều kiện của Incoterms® 2010, chứng từ giao hàng là một chứng từ vận tải hoặc một chứng từ điện tử tương ứng. Tuy vậy, đối với các điều kiện EXW, FCA, FAS và FOB, chứng từ giao hàng có thể chỉ là một biên lai. Chứng từ giao hàng có thể có chức năng khác, chẳng hạn nó là một phần trong quy trình thanh toán.
Chứng từ hoặc quy trình điện tử: Một bộ thông tin hợp thành bởi một hoặc nhiều thông điệp điện tử và, khi được áp dụng, nó có chức năng tương đương với các chứng từ giấy tương ứng.
Đóng gói: Thuật ngữ này được sử dụng với nhiều mục đích khác nhau:
1. Việc đóng gói hàng hóa nhằm đáp ứng yêu cầu của hợp đồng mua bán hàng hóa.
2. Việc đóng gói hàng hóa sao cho phù hợp với quá trình vận chuyển
3. Việc sắp xếp hàng hóa có bao bì trong container hoặc trong các phương tiện vận tải khác.

Trong Incoterms® 2010, đóng gói mang cả hai ý nghĩa thứ nhất và thứ hai nói trên. Các điều kiện Incoterms® 2010 không đề cập tới nghĩa vụ đóng gói hàng hóa trong container và vì thế, khi cần, các bên nên quy định điều này trong hợp đồng mua bán.

## Incoterms trong quy định của một số Chính phủ
Ở một số khu vực pháp lý, chi phí thuế của hàng hóa có thể được tính theo một Incoterm cụ thể: ví dụ ở Ấn Độ , thuế được tính theo giá trị CIF của hàng hóa; ở Nam Phi , thuế được tính theo giá FOB của hàng hóa. Do đó, các hợp đồng xuất khẩu sang các nước này thường sử dụng các Incoterms này, ngay cả khi chúng không phù hợp với phương thức vận tải đã chọn. Nếu đúng như vậy thì cần phải hết sức thận trọng để đảm bảo rằng các điểm mà chi phí và rủi ro chuyển giao được làm rõ với khách hàng.